# La Poua de la Pregona
La Poua de la Pregona és un pou de glaç de Sant Quirze Safaja (Moianès) inclòs a l'Inventari del Patrimoni Arquitectònic de Catalunya.

## Descripció
És una construcció cilíndrica i semisubterrània de 8,10 metres de diàmetre per 8 metres d'alçada fins a l'entrega amb la cúpula semiesfèrica totalment enrunada. Actualment, del cobriment de la construcció només en queda una petita part de paret al cantó oest.
L'interior de la poua ha estat formigonat amb la intenció de fer-hi un dipòsit i hi ha dues grans columnes de formigó que aguanten un sostre de biguetes de maó.

## Història
Els pous del gel, es construïren i obtingueren la seva major rendibilitat en el decurs dels segles XVII, XVIII i part del XIX quan la fabricació o comercialització del gel representava una bona font d'ingressos. No obstant, durant la primera meitat del segle xx alguns pous continuaren funcionant, malgrat que l'aparició del gel artificial amb l'arribada de l'electricitat i els transports moderns fessin desaparèixer aquest tipus d'indústria. Els últims pous en funcionament ja no comercialitzaven amb els hospitals, mercats... de Barcelona, sinó que eren d'ús propi.
Les condicions necessàries per a la construcció d'un pou de glaç, són la proximitat a les vies de comunicació, amb llocs de consum no gaire allunyats i la seva instal·lació en llocs de fortes glaçades i bones aigües. El gel es recollia a l'hivern a les basses o rieres properes al pou. Es tallava en blocs i s'emmagatzemava per capes recobertes de palla, vegetació i gel trossejat dins les poues fins que a l'estiu, segons la demanda, s'anava extraient i transportant dins de sàrries també cobertes de palla i boll.